# Prise de Tlemcen (1393)
 (novembre 2021).
Pour les articles homonymes, voir Prise de Tlemcen.
La prise de Tlemcen de 1393 oppose les forces mérinides menées par le prince Abou Faris, aux armées zianides d'Aboul Hadjaj Youssef. Elle entraine la capture de la ville par les Mérinides pour la huitième fois de l'histoire. Le Royaume zianide redevient vassal des Mérinides, et Abû Zayyan II accède au trône.

## Déroulement
Après la prise de Tlemcen en 1389, le sultan zianide Abû Tâshfîn II règne en tant que vassal des Mérinides, payant ainsi un tribut chaque année. Cependant en 1393, un conflit éclate entre Abû Tâshfîn II et le sultan mérinide Aboul Abbas. Celui-ci décide donc d'envoyer une armée pour le remplacer par le prince Abû Zayyan II. L'armée mérinide alors vers Taza en route sur Tlemcen, apprend la mort d'Abû Tâshfîn II. Son jeune fils Abou Tabet Youssef est proclamé, mais il est rapidement écarté par l'un des fils d'Abou Hammou Moussa II, Aboul Hadjaj Youssef, gouverneur d'Alger, qui s'empare de Tlemcen.
Aboul Abbas décide de renvoyer le prince Abû Zayyan II II à Fès, et envoie l'armée mérinide sous le commandement de son fils Abou Faris pour s'emparer à nouveau de Tlemcen. Arrivé à Tlemcen, il y entre sans difficulté, tandis qu'Aboul Hadjaj Youssef s'est retranché dans la forteresse de Tadjahmoumt près du Chélif. Abou Faris s'empare alors de Miliana, Alger, et Dellys, puis part faire le siège de Tadjahmoumt.
Alerté par la mort de son père Aboul Abbas en novembre 1393, Abou Faris rentre alors à Tlemcen se faire proclamer sultan, puis y installe Abû Zayyan II II comme sultan vassal, réaffirmant ainsi l'autorité mérinide sur le Royaume zianide jusqu'en 1411.

## Sources

### Sources bibliographiques
1. ↑  al-Nasiri 1934, p. 441
2. 1 2  Hamet 1923, p. 217
3. 1 2  Hamet 1923, p. 218
4. ↑  Documents pour servir à l'étude du Nord Ouest africain 1894, p. 10

#### Francophone
- Ahmed ben Khâled Ennâsiri Esslâoui. (trad. de l'arabe par Ismaël Hamet), Kitâb Elistiqsâ li-Akhbâri doual Elmâgrib Elaqsâ [« Le livre de la recherche approfondie des événements des dynasties de l'extrême Magrib »], vol. XXXIII : Les Mérinides, Paris, Librairie Honoré Champion, coll. « Archives marocaines », 1934 (lire en ligne)
- Ismaël Hamet, Histoire du Maghreb : cours professé à l'Institut des hautes études marocaines, E. Leroux (Paris), 1923, 501 p. (lire en ligne)
- Maximilien Antoine Cyprien Henri Poisson de La Martinière, Napoléon Lacroix, Documents pour servir à l'étude du Nord Ouest africain, Gouvernement général de l'Algérie, Service des affaires indigènes, 1894, 1143 p. (lire en ligne)